# Селезнёв, Владимир Прохорович
Влади́мир Про́хорович Селезнёв (1 июня 1940, Горькая Балка, Ставропольский край, СССР — 20 февраля 2009, Москва, Россия) — советский киноактёр, театральный педагог, Заслуженный деятель искусств Российской Федерации (2005).

## Биография
Владимир Селезнёв родился 1 июня 1940 года на Ставрополье, в деревне Горькая Балка, что неподалёку от Пятигорска. Молодой Владимир Селезнёв приехал в Москву, где его брат Николай учился в Энергетическом институте, чтобы поступить в МГУ, но вместо этого поступил в ГИТИС. В 1960 году закончил актёрский факультет Государственного института театрального искусства им. А.В. Луначарского (курс народного артиста СССР В. А. Орлова). Ещё учась в ГИТИСе, он снялся в первом широкоформатном советском фильме Юлии Солнцевой «Поэма о море», который начинал Довженко, но до окончания съёмок не дожил.
После окончания ГИТИСа Владимир Селезнёв играл сначала в театре им. Гоголя, потом в театре имени Моссовета у Ю. А. Завадского. Одновременно снимался в фильмах. С 1969 года преподавал в ВТУ имени М. С. Щепкина.
В начале 1970-х годов актёр ушёл из театра и 16 лет проработал начальником Управления театров и концертных организаций Москвы. Одновременно преподавал в институте. С 1988 года — художественный руководитель актёрских курсов, член Учёного совета. С 1992 года — профессор кафедры мастерства актёра. С 1995 года был проректором по научной и учебной работе.
Умер 20 февраля 2009 года, похоронен на Хованском кладбище (территория крематория, участок 4).

### Награды и звания
- Орден «Знак Почёта».
- Заслуженный деятель искусств Российской Федерации (23 февраля 2005 года) — за заслуги в области искусства[1].
- «Заслуженный деятель искусств Республики Башкортостан» (20 апреля 2007 года) — за большие заслуги в воспитании и подготовке творческих кадров[2].
- «Заслуженный деятель искусств Чувашской Республики».
- «Заслуженный деятель искусств Республики Саха (Якутия)».
- Грамота Президента Республики Саха (Якутия).
- Почётная грамота Главного управления культуры исполкома Моссовета и горкома профсоюза работников культуры.
- Значок Министерства культуры СССР «За отличную работу».

## Фильмография
1. 1958 — Поэма о море [3]
2. 1958 — Сержанты
3. 1959 — Соната Бетховена
4. 1960 — Повесть пламенных лет — эпизод
5. 1960 — Пусть светит! — Яша
6. 1960 — Разноцветные камешки
7. 1961 — Карьера Димы Горина — Геннадий Дробот, бригадир
8. 1964 — Они шли на Восток (СССР, Италия) [3]
9. 1964 — Зелёный дом — Евгений Силаев
10. 1967 — Война и мир (фильм 4-й, Пьер Безухов) — Болховитинов
11. 1971 — Минута молчания — Воронов
12. 1974 — Закрытие сезона — руководитель на субботнике